# Rauvolfia balansae
Rauvolfia balansae är en oleanderväxtart. Rauvolfia balansae ingår i släktet Rauvolfia och familjen oleanderväxter.

## Underarter
Arten delas in i följande underarter:
- R. b. balansae
- R. b. schumanniana
- R. b. basicola